# Санаторий имени Н. М. Пржевальского
Санато́рий и́мени Никола́я Миха́йловича Пржева́льского — оздоровительный комплекс в посёлке Пржевальское, на берегу озера Сапшо. Крупнейший санаторий в Смоленской области. Категория санатория — «2 звезды» (2020 год).

## История создания
При разведке недр посёлка Пржевальское на глубине 200 м были обнаружены минеральные воды, полезные при лечении болезней желудка, печени, при нарушении обмена веществ. На глубине 985 м найдены минеральные рассолы, концентрация которых в пять раз выше, чем в морской воде. Соляные ванны из неё помогают больным с заболеваниями опорно-двигательного аппарата, периферической нервной и сердечно-сосудистой систем.
На дне озера Мутное были открыты лечебные сапропелевые грязи.
Наличие рекреационных ресурсов в посёлке обусловило возможность строительства санатория.
Восьмиэтажный санаторий был построен и открыт в 1974 году.

Санаторий им. Пржевальского
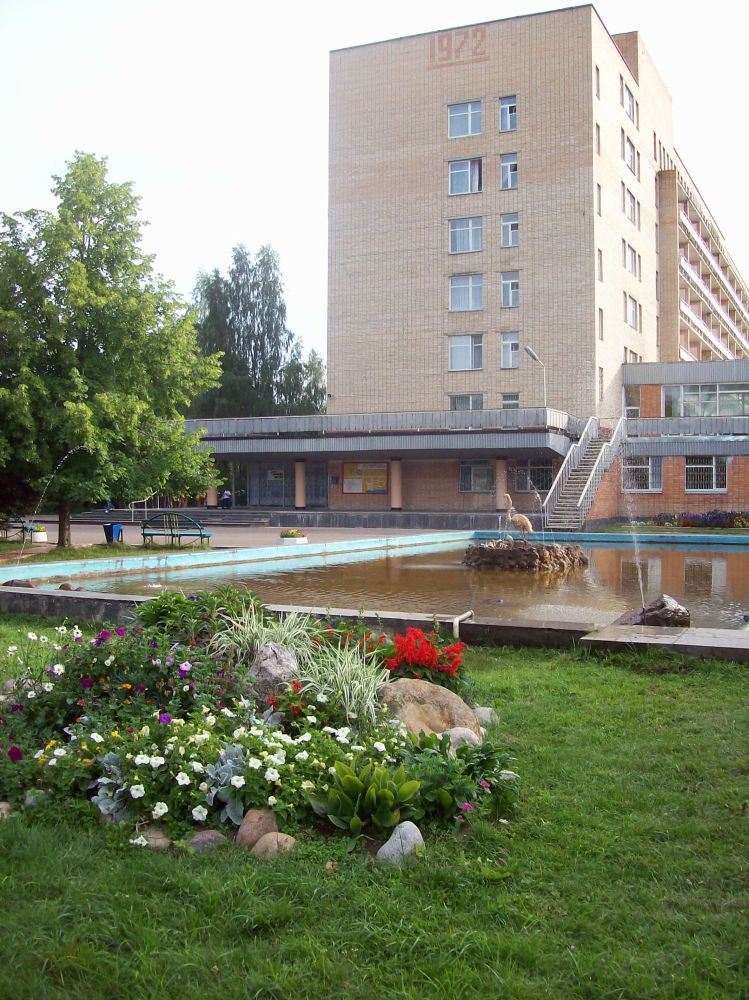
Главное здание санатория
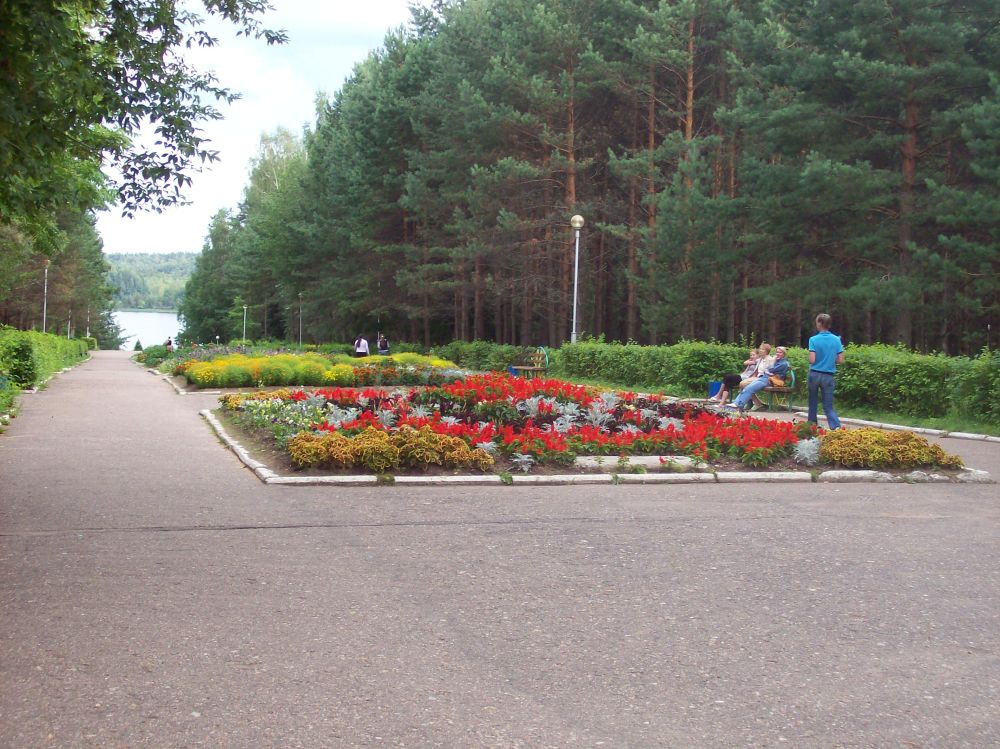
Спуск к озеру Сапшо
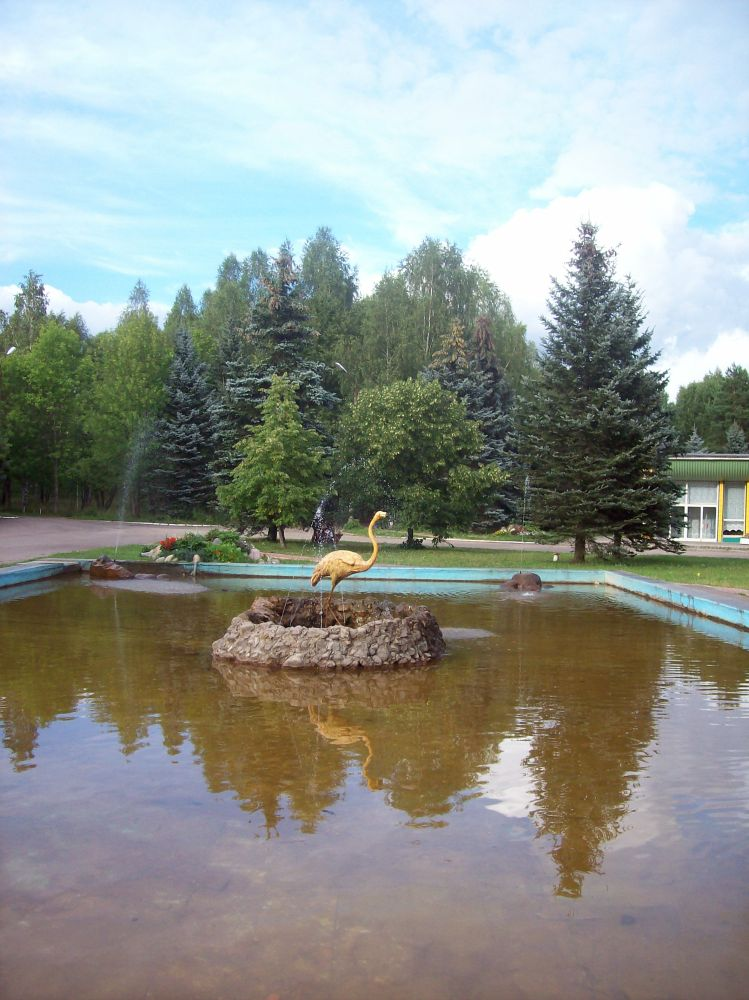
Бассейн

## Лечение
Санаторий рассчитан на 560 мест (280 двухместных номеров). Общая площадь главного корпуса — 12 290 м².
Для лечения используют местные минеральные воды и грязи (сапропель) озера Мутное.
Реализуется автобусная доставка отдыхающих санатория в дни заезда. Также имеется возможность воспользоваться рейсовым автотранспортом (маршрут Смоленск — Демидов — Пржевальское).
Двухместные номера обладают всеми удобствами. Имеются также 1—2-местные номера «Люкс».
В санатории лечат заболевания желудочно-кишечного тракта, периферической нервной системы, опорно-двигательного аппарата, сердечно-сосудистой системы, органов дыхания, а также бесплодие, воспалительные гинекологические заболевания и воспалительные заболевания предстательной железы у мужчин.
Для лечения ряда заболеваний желудка и 12-перстной кишки, желчного пузыря, печени, поджелудочной железы, тонкого и толстого кишечника применяется питьевая сульфатно-кальциеево-магниевая вода; хлоридно-натриевые рассолы используются при отпуске различных водных процедур, орошении и так далее.
Имеется питьевой бювет с тёплой и холодной минеральной водой.
Рядом с санаторием, на берегу озера Сапшо, находится лодочная станция, которая работает в летний сезон.